# Чомонин
Чомо́нин (колишня назва — Чонгор) — село в Україні, в Закарпатській області.

## Герб
У лазуровому щиті з зеленою базою поверх всього праворуч лісоруб вліво в срібному одязі і капелюсі, що тримає в руках срібну сокиру з золотою рукояткою, а ліворуч - золотий пень з вирваним корінням, який проріс зеленими гілками з такими ж листям. У червоній главі золотий колос у балку вліво, що супроводжується зверху та знизу двома протиставленими срібними лезами кіс, верхнє вліво.

## Історія
На Новодавидківському пасовиську в урочищі Дарваш і Федьвереш — курганний могильник. Досліджувався в 1939 році Й.Якнковичем. Розкопано чотири курганні поховання з трупоспаленям в урнах ранньозалізного віку (культура Гава-Голігради). В околицях села знайдено два бронзових скарби пізньої бронзи. Один — 1941 рік з 16 предметів, другий — в 1972 році з 8 предметів.
Протягом багатьох століть назвою села була Чомоня. Змінили назву на Чонгор на основі 4 статті закону упорядкування назви місцевостей у 1898 році.
Вперше згадується в 1387 році як Chomonia. Селище колись було оточене первинними лісами та болотами, що переливалися з річок Серне та Латориця.
Згідно з літописами, у XV столітті село була власністю подільського князя Теодора Коріатовича, який був передане за наказом короля Сигізмунда від родини Kerepecz. Результатом судового позову стало те, що князь втратив майно Чомонина, яке перейшло у власність Матяша Палаці.
Селом володів Дьордь Бранковіч у 1427 році та Добо в 1440 році. Шімон Палаці втратив тут свій маєток шляхом конфіскації в 1456 році, а Антал передав свої маєтки в Чомонині Ференцу Добо.
Пізніше село переїйшло до Міхаля Лорантфі і його дочки. Внаслідок нападу татар в 1656 р. село було зруйновано і знищено, і лише в 1638 р. — знову відбудовано. Першими сім'ями, які заселили село були: Дердь та Шаш Томаші, а пізніше до них приєднались сім'я Шандор.
У ці часи тривав конфлікт із селом Велика Добронь тривав через кордон. Старости Андраш Ердег та Балаж Гусар встановили що потік Погар є кордон., а за часів Ференца Добо кордоном Чомонина та Великих Лучок був потік Лорант.
До 1923 р. село відносилось до Мезокосоні — угорського району, а з 1923 р. с. Чомонин приєднано до Мукачівського району.

- Реформатську церкву збудовано у 1824 році. У 1851 році церква згоріла, і у 1853 році її збудували заново.

Громада села на території церкви спорудила пам'ятник місцевим жертвам другої світової війни та жертвам сталінізму.

## Населення
Згідно з переписом УРСР 1989 року чисельність наявного населення села становила 2239 осіб, з яких 1054 чоловіки та 1185 жінок.
За переписом населення України 2001 року в селі мешкали 2242 особи.

## Туристичні місця
-  в урочищі Дарваш і Федьвереш — курганний могильник
- два бронзових скарби пізньої бронзи. Один — 1941 рік з 16 предметів, другий — в 1972 році з 8 предметів.
- Улюбленим місцем для відпочинку у місцевих жителів є Кішмаккош, яка знаходиться на окраїні села. Влітку багато людей відвідують ту частину каналу Сернє, яка знаходиться біля лісу. Це улюблене місце для рибалок.
- найголовніша господарська рослина — вже чверть століття — сорго, яке займає більш як 600 гектарів на чомонинському кордоні. Із зібраного сорго у зимових та весняних місяцях виготовляють приблизно 1 мільйон віників (частину колективно). 

## Відомі люди
- Ілона Мадяр, педагог, лауреат премії Кошута. Її іменем названо початкову школу в Кечкеметі.

### Мова
Розподіл населення за рідною мовою за даними перепису 2001 року:
| Мова       | Відсоток |
| ---------- | -------- |
| угорська   | 97,70 %  |
| українська | 2,08 %   |
| російська  | 0,13 %   |
| словацька  | 0,04 %   |